# راي فولتون
راي فولتون (بالإنجليزية: Ray Fulton)‏ (24 سبتمبر 1953 في المملكة المتحدة - ) هو لاعب كرة قدم بريطاني في مركز الدفاع. لعب مع نادي ليتون أورينت ونادي فوكستون ونادي ويلدستون لكرة القدم.